# JL-1
Le JL-1, ou Julang-1 (du chinois : « 巨浪-1 », signifiant « immense vague »), est un missile balistique chinois. Désigné CSS-N-3 par l'OTAN, il est le premier missile balistique chinois à opérer depuis un sous-marin.

## Histoire
La recherche et le développement débutèrent en 1967, alors que la conception poussée intervint au début des années 1970, sous la houlette du chef-concepteur Huang Weilu (黄纬禄) et de son numéro deux, l'académicien Chen Deren (陈德仁). Le premier lancement fut effectué le 30 avril 1982, et le premier lancement naval, depuis un sous-marin de classe Golf (Projet-629A) fut effectué le 12 octobre 1982.
Le missile est construit à l'usine no 307 (Nanjing Dawn Group Limited Liability Company - 南京晨光集团有限责任公司). Le DF-21 semble en être la version basée à terre.
En 2016, un spécialiste américain déclare que les essais de missiles nord-coréens tirés par un sous-marin cette année ont été effectués par des engins identiques au JL-1.

## Déploiement
Le JL-1 fut déployé sur les sous-marins nucléaires de classe Xia, en 1986, qui possédaient chacun douze tubes de lancement.
Il fut initialement testé et déployé sur des sous-marins de classe Golf modifiés. Ils furent ensuite modifiés une seconde fois pour tester d'autres missiles, comme le JL-2, qui fut testé de nombreuses fois avec des niveaux de succès très variés.

## Versions
- JL-1
- JL-1A

## Utilisateur
- Chine